# Conseil scolaire catholique de district de Dufferin-Peel

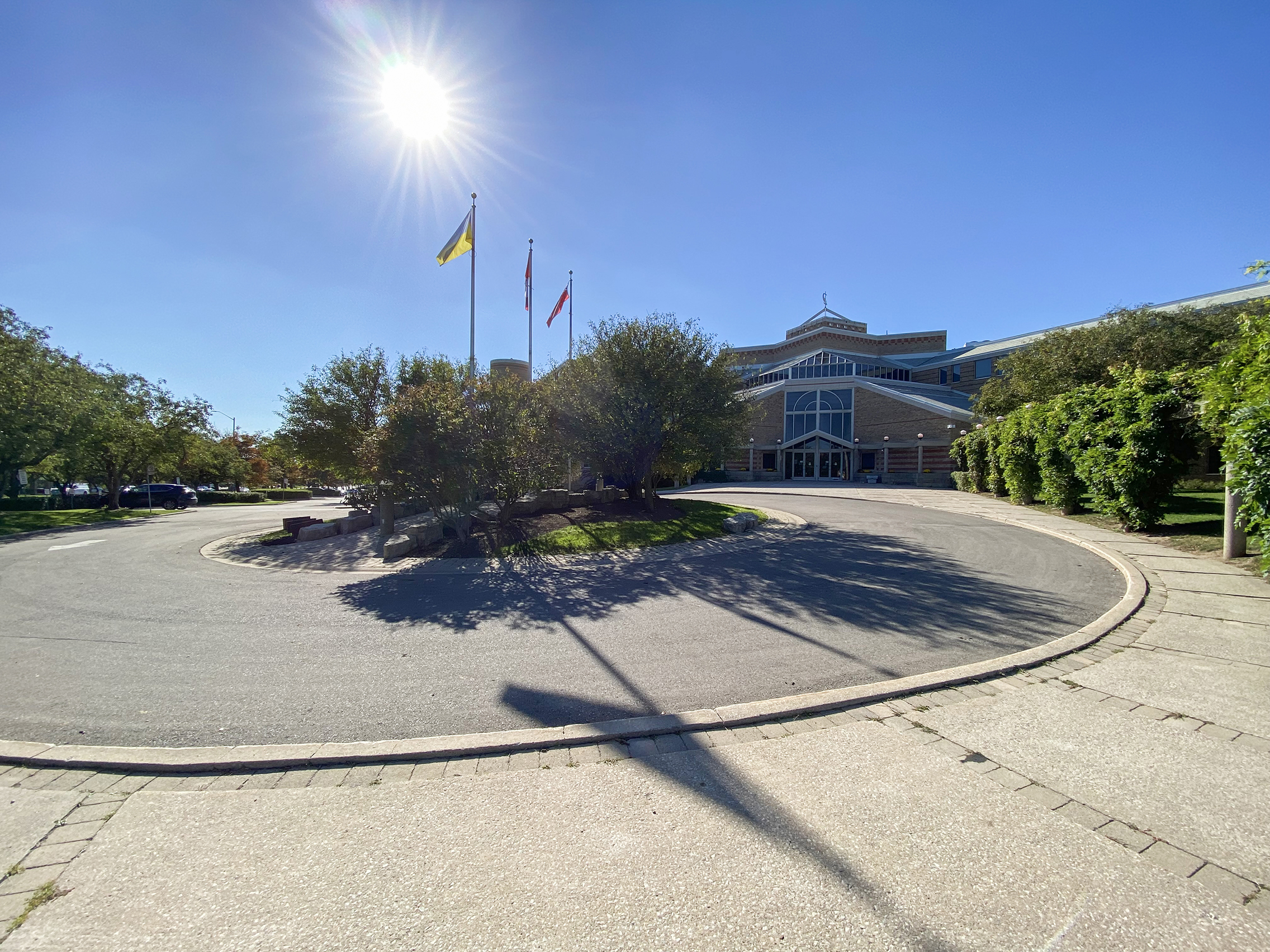
Conseil scolaire catholique de district de Dufferin-Peel

Le Conseil scolaire catholique de district de Dufferin-Peel (Dufferin-Peel Catholic District School Board, DPCDSB)  est le conseil scolaire catholique qui supervise 153 établissements scolaires catholiques (125 écoles élémentaires, 26 écoles secondaires et 2 centres d'éducation continue ou d'apprentissage pour adultes) dans la région de Peel (Mississauga, Brampton, Caledon) et le comté de Dufferin (y compris Orangeville).
Il emploie environ 5 000 enseignants : environ 3 000 au niveau élémentaire et 2 000 au niveau secondaire et en éducation continue.
Son siège est situé sur Matheson Boulevard West à Mississauga. Le conseil était auparavant connu sous le nom de Conseil des écoles séparées catholiques de Dufferin & Peel (DPSSB) avant 1998.

## Histoire
Le Conseil scolaire catholique de district de Dufferin-Peel est le successeur du Conseil des écoles séparées catholiques de Dufferin & Peel , qui a été créé en 1969 par la fusion de huit petits conseils scolaires séparés.
En 1986, le Conseil des écoles séparées catholiques de Dufferin & Peel était le deuxième plus grand conseil scolaire catholique de l’Ontario. Le 1ᵉʳ janvier 1998, le DPSSB a été renommé DPCDSB, et ses écoles francophones ont été intégrées au Conseil scolaire de district catholique Centre-Sud.
En 1999, le district a mis en place un service de transport scolaire coopératif avec le Conseil scolaire de district de Peel. Cette même année, les coûts d'exploitation des écoles étaient de 4,65 $ (7,86 $ ajustés à l'inflation) par pied carré, tandis que les lignes directrices d’un ministère [clarification nécessaire] recommandaient 5,20 $ (8,79 $ ajustés à l'inflation) par pied carré.
À l'époque du DPSSB, le conseil administrait six écoles francophones.

## Autobus Scolaire
En plus des réseaux de transport en commun locaux Brampton Transit et MiWay (Mississauga Transit), plusieurs entreprises de transport sont sous contrat avec le DPCDSB :
- Attridge Transportation
- Cook Bus Lines
- Denny Bus Lines
- First Student Canada
- Parkview Transit
- Switzer-Carty Transportation